# 阿爾弗雷德·約德爾
阿爾弗雷德·約瑟夫·費迪南德·約德爾（德語：Alfred Josef Ferdinand Jodl，1890年5月10日—1946年10月16日）是一位納粹德國大將，於第二次世界大戰期間擔任德意志國防軍最高統帥部作戰部長，成為威廉·凱特爾的副手，負責制定二戰時德國許多軍事行動。德國二戰投降後，在紐倫堡審判中他被判為戰犯，處以絞刑而死；卻在行刑6年後，撤銷了他於紐倫堡審判中被指控的主要罪行，宣判無罪，被平反。

## 早年生涯
約德爾在1890年5月10日出生於德國的维尔茨堡，父親為巴伐利亞一個砲兵團的上尉，約德爾有1位長兄和3位姊姊（之後都夭折而死）。他進入慕尼黑的軍校就讀，並於1910年畢業。
自學校畢業後，約德爾加入了巴伐利亞砲兵團，作為見習軍官，於1912年晉升為少尉。第一次世界大戰期間，他擔任西線德軍的砲兵軍官，有2次負傷，且表現良好。在1917年，約德爾曾到東線短期的服役。 第一次世界大戰後，在凡爾賽條約的大裁軍下，約德爾作為極少數留下的軍官，繼續在德国国防军中服務。 
約德爾於1913年9月娶了艾瑪·馮·布里恩（Irma Gräfin von Bullion）為妻，她是一位長約德爾5歲、來自斯瓦迪亚家族（Swabian）的名門女子。她在1943年的春天於柯尼斯堡進行脊椎手術，當時盟軍發動空襲，手術被迫中斷並將她安置在一個防空洞中，不久後艾瑪引發了肺炎而死。同年11月，約德爾娶了他的第二任妻子—露意絲·馮·布蘭答（Luise von Benda）。

## 第二次世界大戰

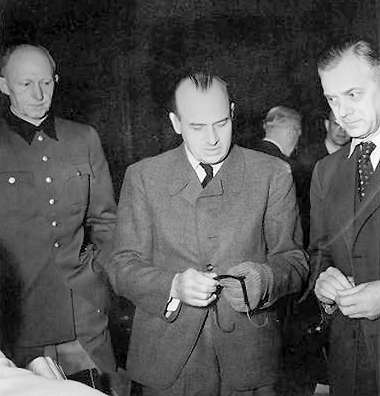
約德爾（左）、漢斯·法郎克（中）和阿爾弗雷德·羅森堡

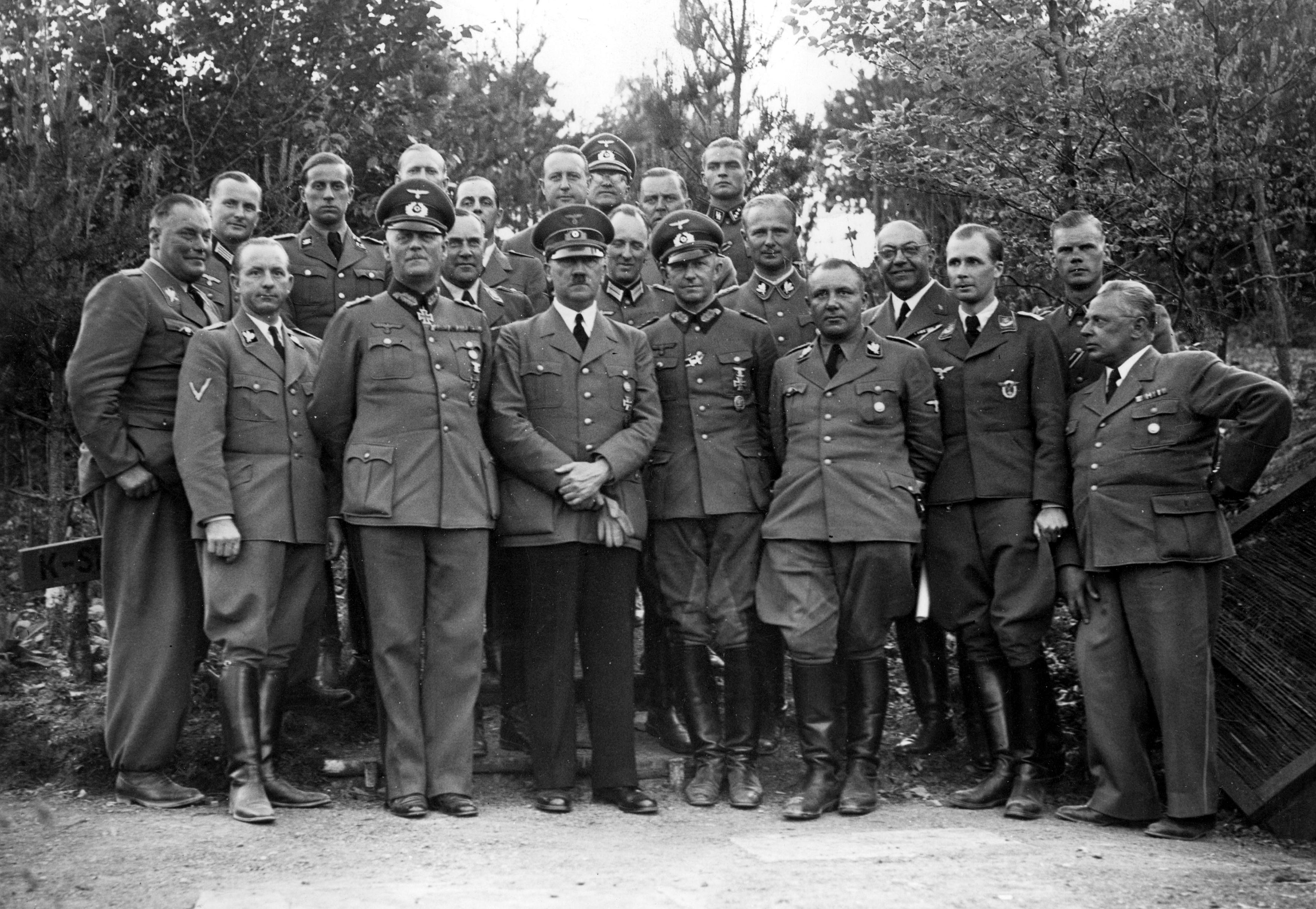
1940年6月費爾森內斯特的元首總部，前排從左到右：奧托·迪特里希、威廉·凱特爾、希特勒、約德爾和馬丁·鮑曼

約德爾在威瑪共和國瓦解前的最後幾天晉升為少校，在德軍作戰部做事，於路德维希·贝克將軍麾下工作，貝克曾稱許約德爾是一位「有前途的人」。1935年在貝克的推薦下，約德爾被任命為國內防務處處長，不久後又接替馬克思·馮·維班（Max von Viebahn）的職位，成為德意志國防軍最高統帥部作戰廳長。
二次大戰爆發後，約德爾雖然名義上為第44師的砲兵司令（軍銜為少將），但實際上從來沒有指揮過該部隊。約德爾在1940年入侵丹麥和挪威的威瑟演習作戰期間擔任參謀長指揮，在該作戰期間，希特勒當德國驅逐艦被英國皇家海軍擊沉，進攻納爾維克的德軍被包圍時，下令該處的部隊撤退到瑞典領土內，約德爾卻將希特勒的命令攔截下來，使德軍突圍成功。
在1940年7月約德爾自少將晉升為砲兵二級上將，在蘇德戰爭陷入僵局後，希特勒為重起攻勢，計畫於1942年發起以奪取高加索油田和裏海地區為目標的行動，約德爾本身對這夏季攻勢很不贊同，但他還是被派遣到高加索地區探查威廉·李斯特元帥的進展，約德爾回來後報告主要內容為：「蘇軍抵抗激烈，而德軍在長期運動戰下也已無力、也缺乏物資和補給，因此無法順利佔領該區」，這使得李斯特將軍自該職位被撤換了下來。

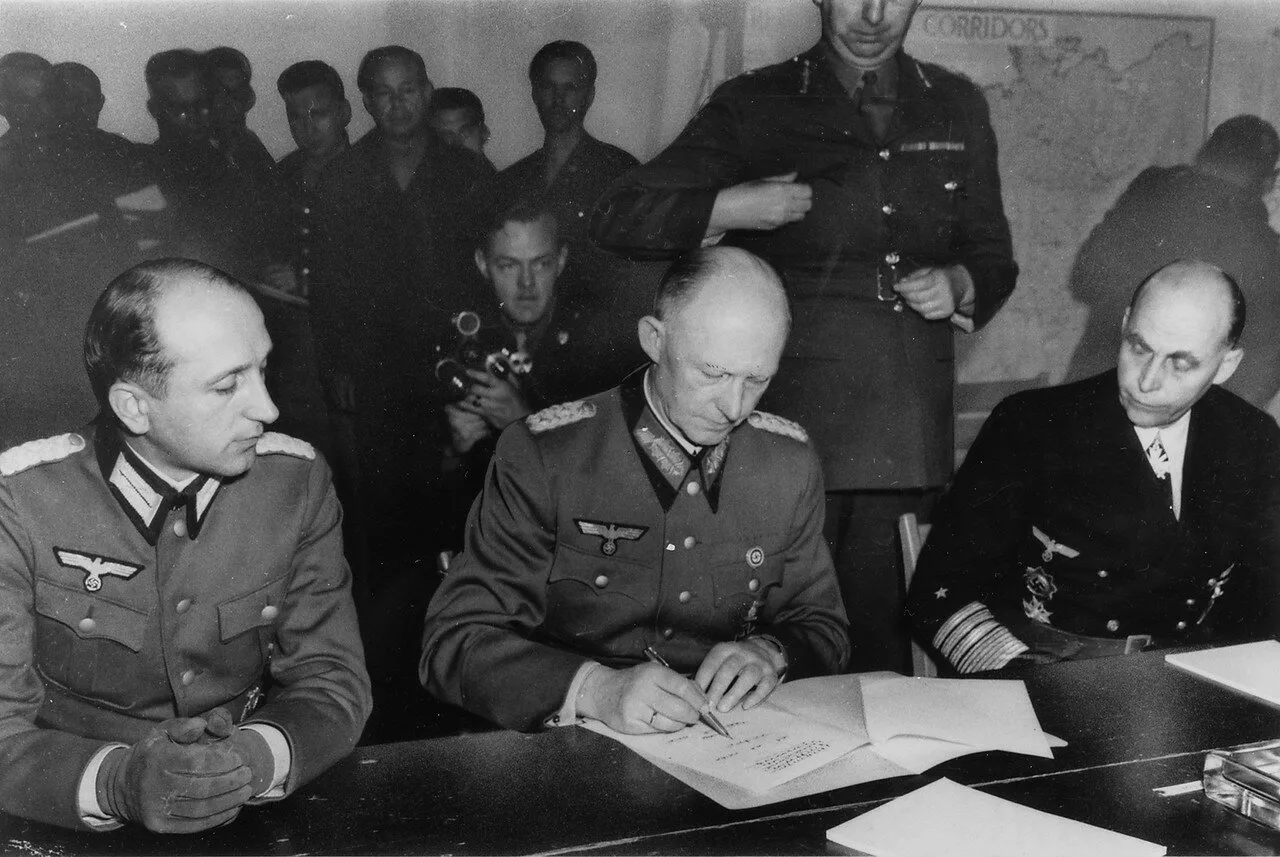
約德爾（中）於1945年5月7日在法國蘭斯簽署德國投降書

1944年1月30日，約德爾晉升大將；在6月6日諾曼底登陸、該區指揮官通報求援時，約德爾卻以希特勒正在休息而拒絕報告並認為是盟軍聲東擊西的策略，使得主要戰區德軍援兵中斷，盟軍登陸順利，對此格特·馮·倫德施泰特將軍非常憤怒。之後在7月20日密謀案中約德爾被所放置的炸彈炸傷，使他的頭髮燒焦，還因為此事件而獲得了特別勳章。
約德爾曾於1942年10月28日簽署突擊命令（對於盟軍的突擊隊人員將不以戰俘來對待）和1941年6月6日簽署納粹黨政委行政命令（將所有被俘虜到的蘇聯政委人員，全部無條件處決），這兩道命令的簽署將使他於軍事法庭受審。
在歐洲戰場結束時，約德爾代表卡尔·邓尼茨於1945年5月7日的法國蘭斯簽署無條件投降書，之後於1945年5月13日約德爾與其幕僚連同凱特爾被英國士兵逮捕。

## 戰犯和行刑

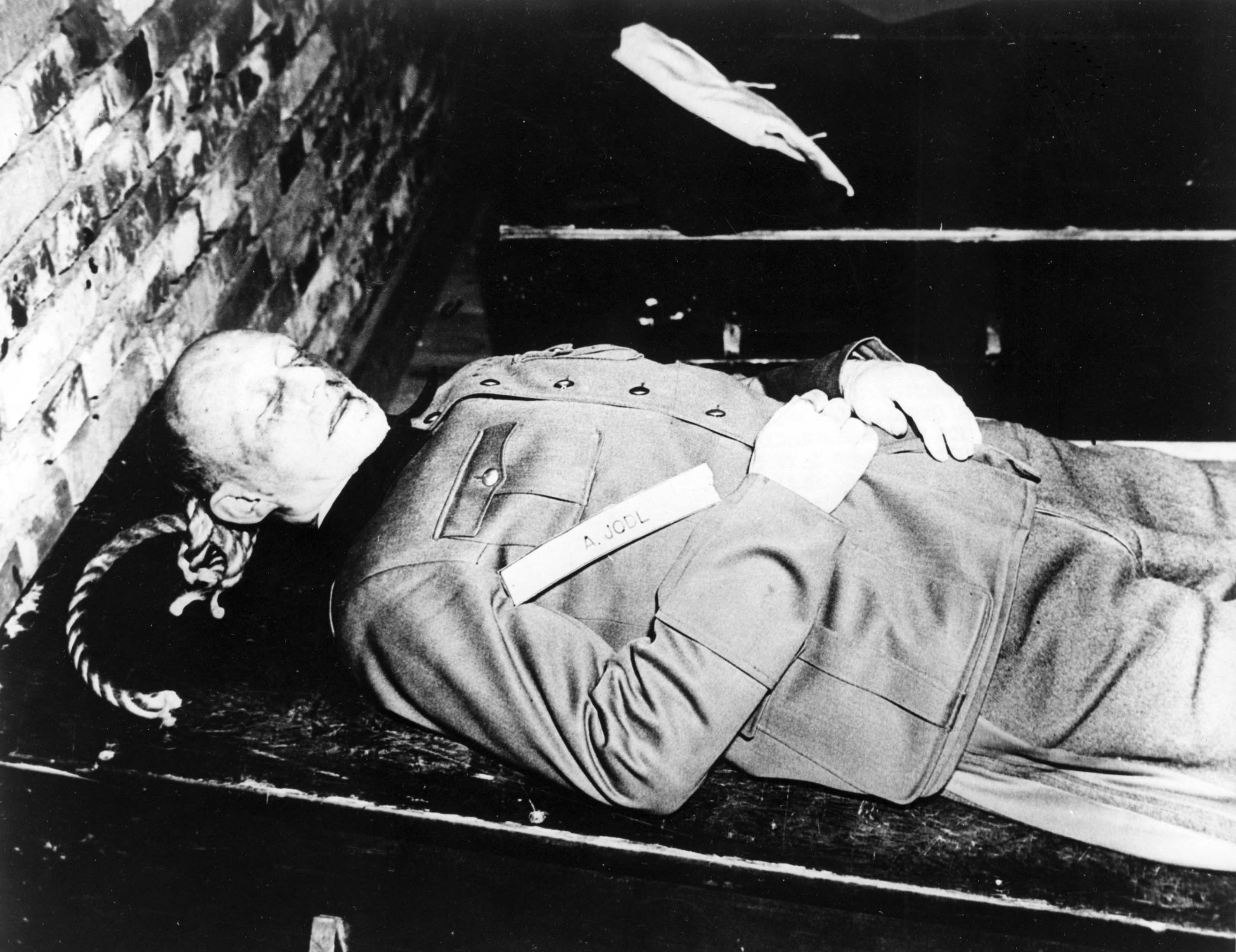
1946年10月16日約德爾在絞刑後的屍體

約德爾被逮捕並移送至弗倫斯堡的戰俘營，不久被移送至國際軍事法庭：紐倫堡大審審理其罪行。約德爾被起訴反和平密謀罪、侵略計畫實行罪、戰爭罪和危害人類罪四項罪行，除了指控他計畫戰爭的侵略行動外，還有他簽署的突擊隊命令和納粹黨政委行政命令；這兩道命令使得許多戰俘被處決。此外約德爾還有非法驅逐和教唆執行將丹麥人和猶太人等群眾送往集中營的紀錄。儘管約德爾極力否認此事，但法官仍以被提出的證據來說明他與此事的涉入關係。
他的妻子露意絲同律師一起參與了約德爾的辯護，露意絲曾指出，在許多指控約德爾罪行的證物被提出時，控方卻拒絕給予辯方任何相關證物，而約德爾自辯時要求的證物和證人也不齊全。即使如此約德爾也提出了部份指控無罪的證明，如1933年曾幫助希特勒掌控德國。
法院對於他執行希特勒命令的指控，約德爾表示自己僅是服從命令，而控方也提出許多約德爾曾說過的爭議言論（如對元首希特勒的崇拜），對此約德爾並無回應，但絕不認罪，即使是「在上帝、在歷史和我的人民面前」。
關於約德爾的刑罰，盟軍之間有些爭議，蘇聯則是強烈要求死刑，約德爾最後也被如此判決；雖然他曾要求法庭執以槍決，但被拒絕而處以帶有侮辱性質的絞刑（與凱特爾相同，於1946年10月16日行刑）。約德爾生前的最後一句話是：「我向你問候，我的德國」，說完後18分鐘約德爾就被處死。 
他的遺體於慕尼黑火化並將骨灰撒入伊萨尔河的一條支流（為了防止以後有人前來弔唁或是民族主義者於該處建立起集會地點，如墨索里尼的墳墓設於義大利普雷达皮奥），最後他的家人為他在女士島公墓立一個墓碑。

### 被宣判無罪

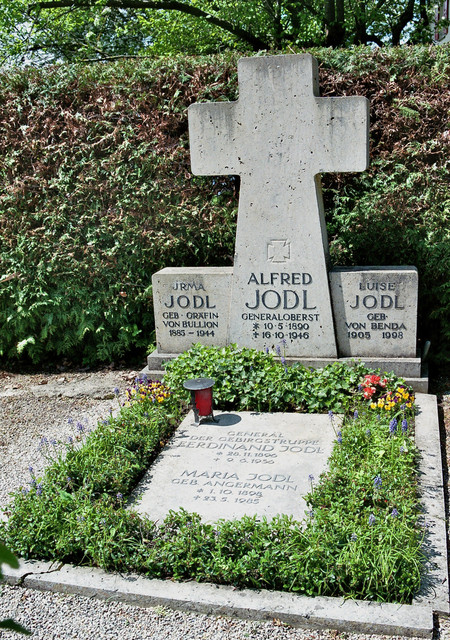
約德爾之墓

紐倫堡對約德爾的判決引起了美國軍界的爭議。在1953年2月28日，慕尼黑主審法院重新審理了約德爾於紐倫堡的4項主要罪行，結果被認為是無罪的；當時負責審判的法國法庭庭長亨利·德·瓦布爾教授也宣佈1945年對其做的判決是錯誤的，並將自1946年收押的財產歸還給他的遺孀。
約德爾的有罪判決到了1953年被巴伐利亞州長消去（有不少美蘇外的盟軍將領支持，但美國方更是不承認對他的平反），當時約德爾已被處死6年，才撤銷他的4項罪行。

## 媒體
約德爾曾在以下的電影和電視影片中出現過
- 1943年的瑞典電影—Det brinner en eld中，Erik Hell於曾飾演約德爾。
- Vladimir Pokrovsky於1949年的苏联電影攻克柏林中飾演過。
- V. Svoboda於1949年的苏联電影史達林格勒之戰役中飾演。
- Jack Baston於1951年的美國電影沙漠之狐中飾演。
- Otto Schmöle於1955年的西德電影希特勒，最後的十天中飾演[6]。
- Walter Kohler於1962年美國電影希特勒中飾演。
- Wolfgang Lukschy於1962年的美國電影最長的一天中飾演。
- Christian Redl於2004年的德國電影帝國毀滅中飾演。

### 脚注
1. 1 2  Scheurig（1997年），第428页
2. ↑  Sereny（1995年），第578页
3. ↑  umkc.edu 的存檔，存档日期2009-05-20.
4. ↑  Davidson（1997年），第363页
5. ↑  . IMDb.com.   [8 May 2008]. （原始内容存档于2010-06-15）.
6. ↑  . IMDb.com.   [8 May 2008]. （原始内容存档于2021-05-09）.

### 书籍
- Davidson, Eugene. . University of Missouri Press. 1997. ISBN 0-8262-1139-9.
- Heiber, Helmut; Glantz, David M. (编). . New York: Enigma Books. 2004. ISBN 1-929631-28-6.
- Schaulen, Fritjof (2004). Eichenlaubträger 1940 - 1945 Zeitgeschichte in Farbe II Ihlefeld - Primozic (in German). Selent, Germany: Pour le Mérite. ISBN 3-932381-21-1.
- Scheurig, Bodo. . Berlin: Propyläen. 1997. ISBN 3-549-07228-7.
- Sereny, Gitta. . New York: Knopf. 1995. ISBN 0-394-52915-4.